# Bråttensby församling
Bråttensby församling var en församling i Skara stift och i Herrljunga kommun. Församlingen uppgick 2010 i Herrljunga landsbygdsförsamling.

## Administrativ historik
Församlingen har medeltida ursprung. 
Församlingen var till 1962 annexförsamling i pastoratet Algutstorp, (Kullings-)Skövde, (Södra) Härene, Tumberg, Landa och Bråttensby. Från 1962 till 2010 var den annexförsamling i pastoratet Herrljunga, Remmene, Eggvena, Fölene och Bråttensby som till 1964 även omfattade Tarsleds församling. Församlingen uppgick 2010 i Herrljunga landsbygdsförsamling.

## Kyrkor
- Bråttensby kyrka